# Yalchac
Yalchac är ett slukhål i Mexiko.   Det ligger i delstaten Yucatán, i den östra delen av landet, 1 000 km öster om huvudstaden Mexico City. Yalchac ligger 7 meter över havet.
Terrängen runt Yalchac är mycket platt. Runt Yalchac är det glesbefolkat, med 16 invånare per kvadratkilometer. Närmaste större samhälle är Muna, 12,0 km söder om Yalchac. I omgivningarna runt Yalchac växer i huvudsak lövfällande lövskog.